# FIA European Truck Racing Championship 2016
Die  FIA European Truck Racing Championship 2016 (auch: FIA ETRC 2016 oder FIA Truck-Racing-Europameisterschaft 2016) war eine europaweit ausgetragene Motorsport-Meisterschaft in der Schwergewichtsklasse (Lkw). Die Saison 2016 umfasste neun (9) Veranstaltungen mit je vier Rennen verteilt über ganz Europa. Sie war die 32. Truck-Racing-Europameisterschaft überhaupt, und die elfte, seit ihr 2006 von der FIA das Prädikat Championship verliehen wurde (zuvor hatte die Meisterschaft lediglich den Status eines Cups).
Nach zwei Jahren auf Platz 2 und 3 gelang es dem nun vierfachen Europameister Jochen Hahn beim Finale in Le Mans wieder den Titel nach Hause zu holen. Auf den Plätzen zwei bis vier folgten Adam Lacko, René Reinert und Steffi Halm. Der Europameister der vorangegangenen Saisons 2014 und 2015 (Norbert Kiss) beendete die Meisterschaft 2016 auf Platz 5. Auch bei der Team-Meisterschaft holten sich der neue Europameister und -vizemeister die Plätze 1 und 2: Die Goldmedaille ging an das deutsche Team Reinert Adventure (Jochen Hahn und René Reinert), der zweite Platz an das tschechische Team Buggyra Racing 1969 (Adam Lacko und Jiří Forman).

## Rennkalender
| Nr. | Datum                   | Rennen      | Strecke     | Platz 1 (nach Punkten) | Punkte | Platz 2 (nach Punkten) | Punkte | Platz 3 (nach Punkten)       | Punkte |
| --- | ----------------------- | ----------- | ----------- | ---------------------- | ------ | ---------------------- | ------ | ---------------------------- | ------ |
| 1.  | 29. April – 1. Mai 2016 | Österreich  | Spielberg   | Jochen Hahn            | 48     | Adam Lacko             | 42     | René Reinert                 | 33     |
| 2.  | 28.–29. Mai 2016        | Italien     | Misano      | Adam Lacko             | 56     | Jochen Hahn            | 46     | René Reinert                 | 28     |
| 3.  | 11.–12. Juni 2016       | Frankreich  | Nogaro      | Jochen Hahn            | 50     | Adam Lacko             | 48     | René Reinert, Anthony Janiec | 30     |
| 4.  | 2.–3. Juli 2016         | Deutschland | Nürburgring | Jochen Hahn            | 53     | Adam Lacko             | 52     | Norbert Kiss                 | 37     |
| 5.  | 26.–28. August 2016     | Ungarn      | Budapest    | Jochen Hahn            | 51     | Norbert Kiss           | 46     | Adam Lacko                   | 37     |
| 6.  | 2.–4. September 2016    | Tschechien  | Most        | Jochen Hahn            | 51     | Adam Lacko             | 51     | René Reinert                 | 36     |
| 7.  | 16.–18. September 2016  | Belgien     | Zolder      | Jochen Hahn            | 57     | Steffi Halm            | 38     | Adam Lacko                   | 35     |
| 8.  | 1.–2. Oktober 2016      | Spanien     | Jarama      | Jochen Hahn            | 52     | Adam Lacko             | 52     | René Reinert                 | 39     |
| 9.  | 7.–9. Oktober 2016      | Frankreich  | Le Mans     | Jochen Hahn            | 54     | René Reinert           | 39     | Steffi Halm                  | 36     |

Hinweis: Punktangaben unterliegen der Zustimmung der FIA (siehe Quelle)
Datenquelle(n):

## Wertung
An jedem Rennwochenende wurden vier Rennen gefahren. Dabei wurde jeweils beim 2. Tagesrennen (also Rennen 2 und 4 je Rennwochenende) durch die Umkehr-Regelung die Startaufstellung des vorherigen Rennens teilweise umgedreht; dies betrifft die Top 8 am Zieleinlauf. Der Sieger des ersten oder dritten Rennens eines Wochenendes ging also im darauffolgenden Rennen von Position 8, der 8. des 1. oder 3. Rennens jedoch von der Pole-Position aus ins Rennen. Die Plätze dazwischen wurden entsprechend umgekehrt.
Bei der Wertung wurde zwischen den Rennen mit und ohne Umkehr-Regelung unterschieden (Platz 1–10):
- Rennen 1 und 3 (ohne Umkehr-Regelung): 20, 15, 12, 10, 8, 6, 4, 3, 2, 1 Punkt(e)
- Rennen 2 und 4 (mit Umkehr-Regelung): 10, 9, 8, 7, 6, 5, 4, 3, 2, 1 Punkt(e)

### Fahrer-Wertung
Tabellen-Endstand nach dem Saisonfinale in Le Mans, Frankreich (Circuit Bugatti):
| Pl. | Fahrer         | Punkte |
| --- | -------------- | ------ |
| 1.  | Jochen Hahn    | 462    |
| 2.  | Adam Lacko     | 407    |
| 3.  | René Reinert   | 260    |
| 4.  | Steffi Halm    | 239    |
| 5.  | Norbert Kiss   | 216    |
| 6.  | Anthony Janiec | 196    |
| 7.  | Sascha Lenz    | 128    |
| 8.  | Gerd Körber    | 123    |
| 9.  | Ellen Lohr     | 102    |
| 10. | Jiří Forman    | 93     |

Datenquelle für die Tabelle:

### Team-Wertung
Tabellen-Endstand nach dem Saisonfinale in Le Mans, Frankreich (Circuit Bugatti):
| Rang | Team                   | Fahrer                      | Trucks        | Punkte |
| ---- | ---------------------- | --------------------------- | ------------- | ------ |
| 1    | Team Reinert Adventure | Jochen Hahn, René Reinert   | MAN           | 735    |
| 2    | Buggyra Racing 1969    | Adam Lacko, Jiří Forman     | Freightliner  | 550    |
| 3    | Lion Truck Racing-Lenz | Anthony Janiec, Sascha Lenz | MAN           | 403    |
| 4    | WOW! Women on Wheels   | Steffi Halm, Ellen Lohr     | MAN           | 379    |
| 5    | tankpool24 Racing      | Norbert Kiss, André Kursim  | Mercedes-Benz | 294    |

Datenquelle für die Tabelle: